# Coșernița, Florești
Coșernița este un sat din raionul Florești, Republica Moldova.

## Demografie

### Structura etnică
Structura etnică a satului conform recensământului populației din 2004:
| Grup etnic         | Populație | % Procentaj |
| ------------------ | --------- | ----------- |
| Moldoveni / Români | 1.841     | 99,03%      |
| Ruși               | 9         | 0,48%       |
| Ucraineni          | 5         | 0,27%       |
| Bulgari            | 2         | 0,11%       |
| Polonezi           | 1         | 0,05%       |
| Alții              | 1         | 0,05%       |
| Total              | 1.859     | 100%        |

## Administrație și politică
Componența Consiliului local Coșernița (9 consilieri), ales la 5 noiembrie 2023, este următoarea:
|  | Partid                                        | Consilieri | Componență | Componență | Componență | Componență |
|  | --------------------------------------------- | ---------- | ---------- | ---------- | ---------- | ---------- |
|  | Partidul Acțiune și Solidaritate              | 4          |            |            |            |            |
|  | Partidul Dezvoltării și Consolidării Moldovei | 4          |            |            |            |            |
|  | Partidul Socialiștilor din Republica Moldova  | 1          |            |            |            |            |